# Kellerschleiferei

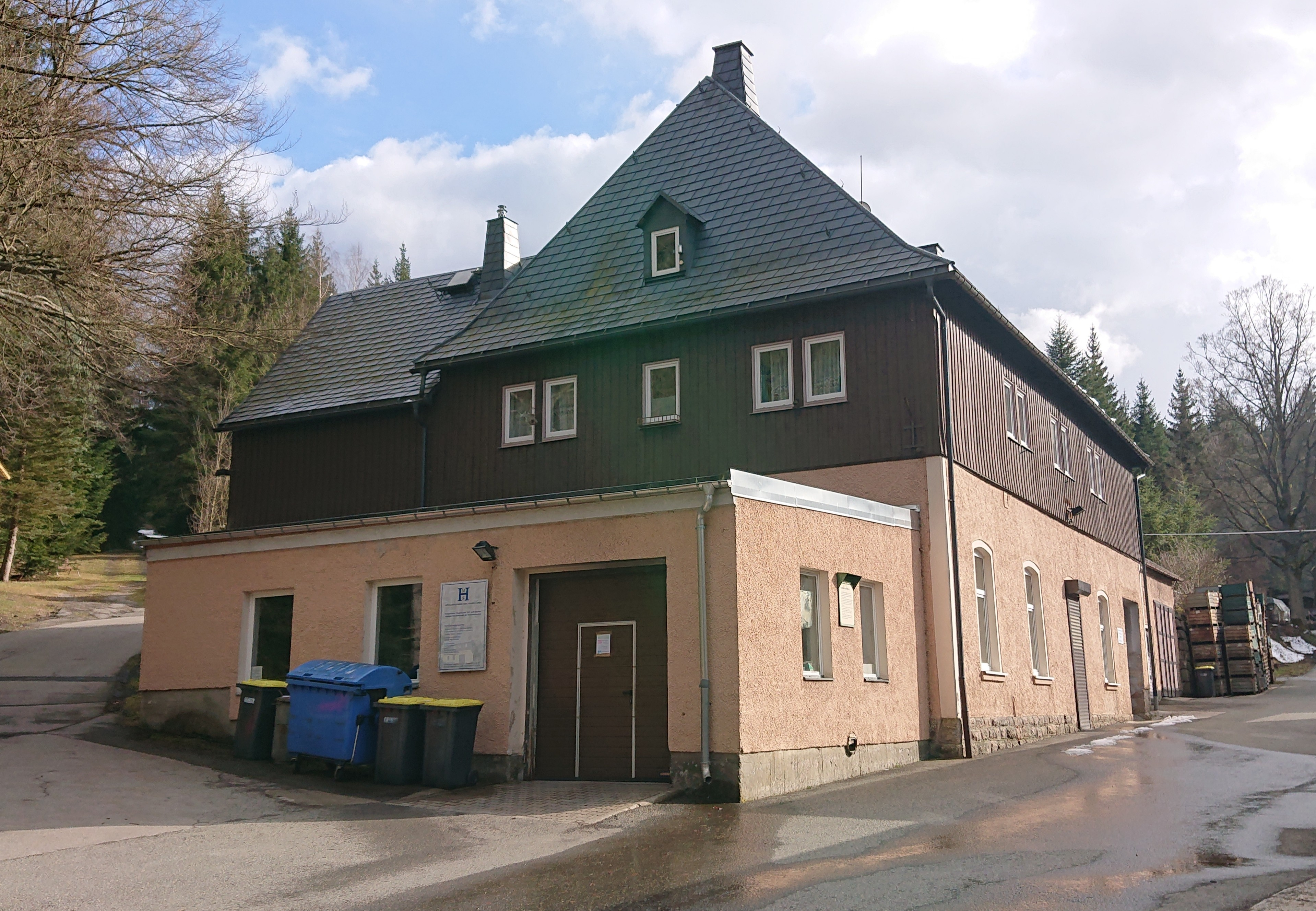
Blick zur Kellerschleiferei (2021)

Die Kellerschleiferei war ursprünglich eine Holzschleiferei, die jetzt als metallverarbeitendes Wirtschaftsunternehmen genutzt wird. Sie liegt auf 725 m ü. NHN im westlichen Erzgebirge im Steinbachtal nördlich des zu Johanngeorgenstadt gehörigen Ortsteils Steinbach und südlich des zu Breitenbrunn gehörigen Ortsteils Erlabrunn.

## Geschichte

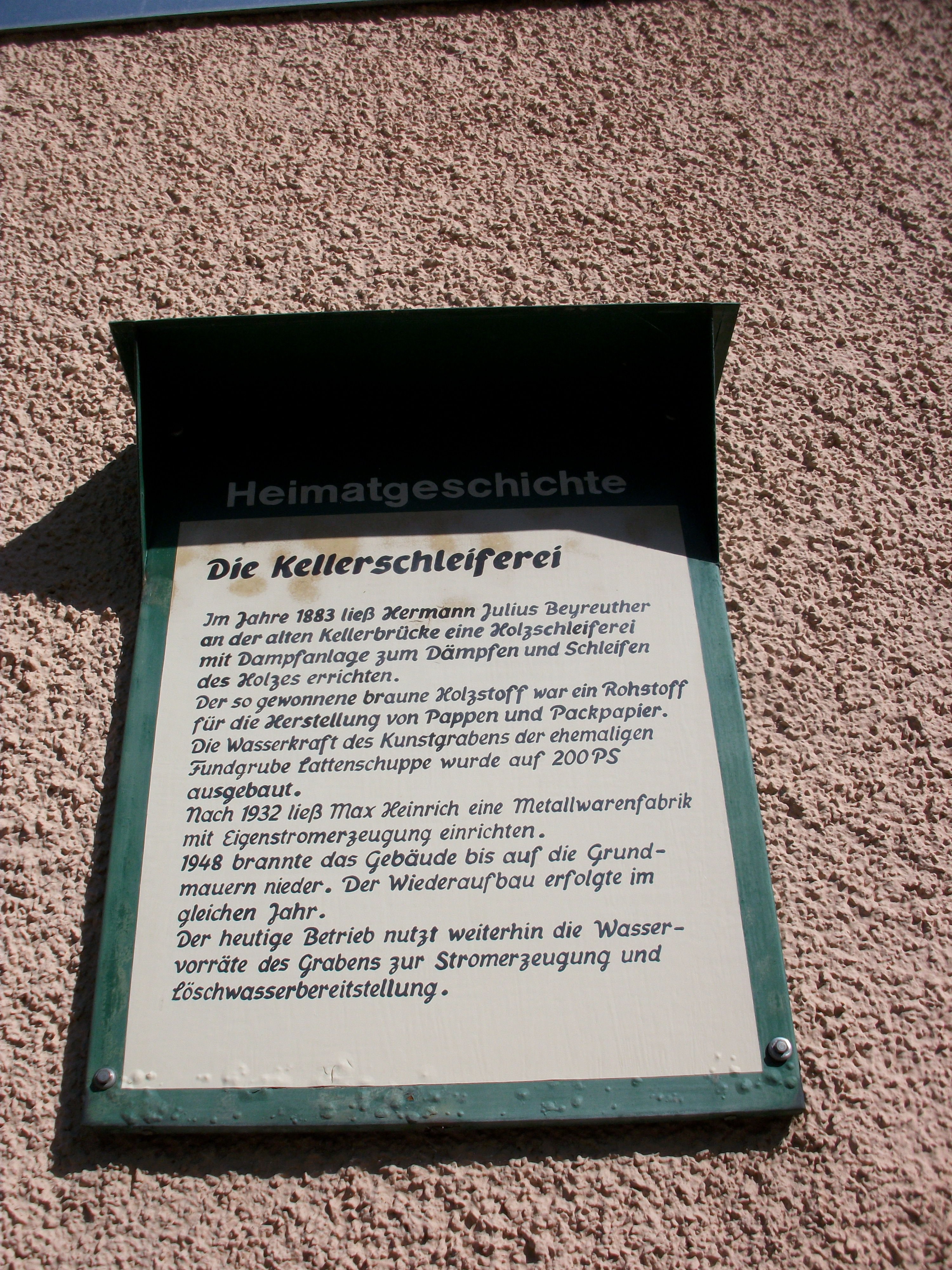
Kellerschleiferei im Steinbachtal, Infotafel

1883 ließ Hermann Julius Beyreuther, der ein Sägewerk im nach ihm benannten Ortsteil Beyreuther nördlich von Johanngeorgenstadt besaß, an der alten Kellerbrücke im Steinbachtal eine Holzschleiferei errichten. Er versah sie u. a. mit einer Dampfanlage zum Dämpfen und zum Schleifen des Holzes, das in der nahen Umgebung gefällt wurde. Der auf diese Art gewonnene braune Holzstoff wurde als Rohstoff für die industrielle Herstellung von Pappen, Kartonagen und Packpapier genutzt.
Angetrieben wurde die Kellerschleiferei durch die Wasserkraft des Kunstgrabens der früheren Fundgrube Lattenschuppe. Die Turbine verfügte ursprünglich über 200 Pferdestärken.
Mit maßgeblicher Beteiligung der Sektion Aue des Deutschen und Österreichischen Alpenvereins wurden 1925 die 34 Meter hohen Teufelssteine im Steinbachtal zwischen Erlabrunn und Johanngeorgenstadt klettersportlich erschlossen. Heute reichen dort die Schwierigkeitsgrade der Kletterrouten nach der UIAA-Skala von II (mäßig) bis VIII+ (extrem schwierig). Für die zunehmende Zahl der Kletterer machte sich eine Unterkunftsmöglichkeit in der Nähe der Teufelssteine erforderlich. Dafür wurde ein geeigneter Anbau an der Kellerschleiferei unweit der Teufelssteine gefunden und ab 1925 als Selbstversorgerhütte des Alpenvereins unter dem Namen Teufelssteiner Hütte eingerichtet.
Die Holzschleiferei der Firma F. A. Beyreuther wurde von Max Heinrich übernommen. Er ließ nach 1932 daraus eine Metallwarenfabrik errichten, die mit Eigenstrom betrieben wurde. Nach dem Zweiten Weltkrieg brannte das alte Fabrikgebäude 1948 ab und wurde an gleicher Stelle wiederaufgebaut. Die Alpenvereinshütte bestand zu diesem Zeitpunkt bereits nicht mehr.
Das heutige Unternehmen nutzt wieder traditionell das Wasser des Kunstgrabens zur Stromerzeugung und Bereitstellung von Löschwasser, nachdem 1963 dieser Nutzungszweck zum Erliegen gekommen war.